# 64号州际公路
64号州际公路（英語：Interstate 64）是美國一条东西方向的州际公路。该公路连接了密苏里州圣查尔斯县和弗吉尼亚州切萨皮克，全长1,534.90英里。